# 前哨
『前哨』（ぜんしょう、原題：Expedition To Earth）(ISBN 0-7221-2423-6) は、SF作家アーサー・C・クラークの短編集である。 
原題を和訳すれば「地球への遠征」であるが、早川書房から出版されるときには「前哨」のタイトルにされている。なお「前哨」はクラークの長編「2001年宇宙の旅」の原型となった作品としても知られている。

## 収録されている短編
第二の夜明け（Second Dawn）
ある惑星では2つの種族、アセレナス族とミスラニア族が対立していた。2種族は近縁種であり、数学と哲学などの精神能力には長けていたが、物質を使いこなす技術は劣っていた。家屋や道具、衣類をはじめ、どんな種類の人工物についてもその知識はなかった。ある日、何週間もの探検にでかけていたアセレナス族の男が戻ってきた。死んだと思われていた賢者が、20年ものあいだミスラニア族の領土で暮らしているというのだ。その賢者が会いたがっているという。戻ってきた男と、一組の男女が出発した。旅の22日目に、森を抜けると大きな川が現れた。ここは渡れないので水深が浅くなる川上に行こう、という連れの男に対して、戻ってきた男は川下に行くという。川下のほとりにある大木には、太い綱が結ばれ、それは対岸の木まで伸びていた。そして、アセレナス族とミスラニア族の混合チームの手によって、3人は川を渡ることができた。やがて一行はある村に着いた。そこにはフィレナス族がいた。アセレナス族とミスラニア族は手足がひづめの種族だったが、彼らはひづめの代わりに、10本の触手を持つ種族だった。手先の器用なフィレナス族は、簡単な道具から始まり、織物や陶器、旋盤やろくろも発明していた。そしていまフィレナス族は、金属時代に入ろうとしていた。
おお地球よ（If I Forget Thee, Oh Earth...）
10歳になったマーヴィンは、父親に連れられて初めて植民地の外に出ることになった。生命に満ち溢れたドームの外は、不毛の世界だった。車で進む彼らは、鉱山のわきを通り、ロケットの残骸のそばも通過した。山脈を越えたところの平原で、車は止まった。マーヴィンの目には、地平線に輝く美しい惑星が見えた。いつかは帰れるであろう故郷「地球」だった。
破断の限界（Breaking Strain）
2人乗りの宇宙船に隕石が衝突した。その隕石は酸素システムを破壊したので、船は酸素不足になってしまった。乗組員が1人だけならば目的地まで行くことができるが、2人では酸素欠乏で窒息してしまう。生き残るのはどちらになるのか…。
歴史のひとこま（History Lesson）
金星からの宇宙船が地球に到着した。その乗組員は爬虫類だったが、出迎える人類は誰もいなかった。金星人は地球上の様々な場所で資料を見つけて、人類の姿を知ろうとした。1巻のテープのようなものに、それらしい姿が映っていたが、爆発に巻き込まれても死なない。動く機械に乗って空から落ちても、ケガひとつしない。金星人には信じられなかった。テープの最後には文字らしいものがあったが、分かるはずがない。「ウォルト・ディズニー制作」の意味は…。
優越性（Superiority）
惑星Aと惑星Bが、恒星間戦争をしていた。兵器の質と量に勝るAは有利な戦いを進めていたが、Bも巻き返してきた。そこでAの科学者が新兵器「消滅球」を発明した。実験でこの効果は絶大だったが、発射装置を取り付けるためにAの新造艦の建造はストップした。その間にBは、大量に艦を建造して戦いを挑んできた。物量に勝るBは、いくつかの惑星を占領した。あせったAは、また新兵器「戦闘分析器」を造った。これも効果は絶大だったが、機械が巨大なため、客船を改造した艦に載せるしかなかった。機械を積んだAの客船は、防御が弱いため簡単に撃破され、またBはいくつかの惑星を占領した。科学力で優位なAが、戦いには敗れたのである。
永劫のさすらい（Exile of the Eons）
地球に帝国を立ち上げ、思い通りにしていた「支配者」がいた。やがて反対勢力によって、彼の軍隊は破られた。支配者は地底深くに避難所を建造し、そこで100年間の人工冬眠に入った。朝の日の出をカウントし、その数が3万6千回になったときに目覚めるはずだった。だが日の出を感じるセンサーが、土砂崩れで覆われてしまい、彼は何万年も眠ることになった。ある日、地球外の惑星から1人の人間が訪れた。
かくれんぼ（Hide and Seek）
敵の宇宙巡洋艦から逃げているスパイがいた。彼は味方の宇宙戦艦と12時間後に会えるが、巡洋艦には6時間で追いつかれてしまう。彼は火星の衛星フォボスに隠れることに決め、小型宇宙艇から飛び出して着陸した。スパイを探そうとする巡洋艦もフォボスに接近し、何台ものリモートカメラを飛ばしてきた。
地球への遠征（Expedition To Earth）
3人が乗り組んだ宇宙船が惑星に着陸した。そこには鳥が飛び、獣や爬虫類もいた。探査に出たロボットは原住民と出会った。だが3人は人間ではなかった。惑星のこの場所は、1千世紀のあとに「バビロン」と呼ばれるのであった。
抜け穴（Loophole）
火星人は地球を監視していた。人類が原子力エネルギーを使いはじめたとき、火星人は月面に基地を設置して、さらに詳しく監視を続けた。人類が原子力ロケットを打ち上げたとき、火星人は艦隊を地球に派遣して、ロケット研究をやめるよう威嚇した。人類はそれに表面上は従ったが、陰ではロケットに頼ることなく火星人を出し抜く方法を考えていた。
遺伝（Inheritance）
時代は、原子力ロケットの開発に向かっていた。一人の男はかたくなに、化学ロケットのテストパイロットを務めていた。男は2段式のA20ロケットを操縦していたが、1段目が分離せず不時着した。3ヶ月後にA20は化学ロケットの高度記録を打ち立てた。さらに3年後、最後の化学ロケットになるはずのA21は上昇中に爆発し、男は死亡した。男の子供は建築家を目指していた。男の上司が子供に会った。上司は子供が建築家にはならないだろうと思った。
前哨（The Sentinel）
月面を無限軌道車で探検中の一行は、山の頂きに光るものを見つけた。望遠鏡で見ると対称形で、それがある山頂は異様に平坦だった。約1200フィートの山に登ると、そこには人間の二倍ほどの高さでピラミッド形の構造物があった。月世界文明が造ったとは思えない。それは見えない壁に包まれていて、壁を破るまでは20年かかった。本体の構造も理解できず、最後は原子力を使ってバラバラにした。「まだ見つかっていない」という信号を発していたものを壊したのである。

## 書誌情報
『前哨』　小隅黎・他訳　ハヤカワ文庫SF　SF607　1985年4月　ISBN 4-15-010607-X